# Craig Xen
Крейґ Дж. Гордвін (англ. Craig J. Gordwin), відомий як Craig Xen — американський репер, найбільш відомий завдяки співпраці з XXXTentacion та хіп-хоп колективом Members Only.

## Біографія
Крейґ Гордвін народився 24 жовтня 1994 року в Х'юстоні, штат Техас. Він був вихований католиком і відвідував католицьку школу до 6-го класу. В інтерв'ю Adam22 у лютому 2016 року він розповів, що його виховувала мати, поки батько сидів у в'язниці, і що він почав читати реп, коли йому було 6 років, разом зі своїм двоюрідним братом. Він виріс, слухаючи Screwed Up Click, Green Day, Linkin Park, Eminem та Lil B, останній був одним з його найбільших музичних натхненників. Останнє слово в його сценічному псевдонімі, Xen (раніше Zen), з'явилося ще в старших класах школи, коли Зен цікавився духовністю, вживав галюциногени і практикував медитацію.

## Кар'єра
Свою першу пісню H.D.A.B. Крейг Зен випустив у квітні 2013 року на SoundCloud за участю свого двоюрідного брата Kay Rillo. У 2015 році, до приєднання до Members Only, він був учасником колективу Schemaposse, до складу якого входили репери JGRXXN, Lil Peep і Ghostemane, аж до його розпаду. У лютому 2016 року він випустив пісню Good Fellas за участю Pouya та Shakewell.
У 2016 році Крейг Зен приєднався до хіп-хоп колективу Members Only, який спочатку був дуетом XXXTentacion та Ski Mask The Slump God. Xen з'явився на 4 піснях мікстейпу Members Only, Vol. 3, що вийшов 26 червня 2017 року. Дебютний альбом хіп-хоп колективу, Members Only, Vol. 4, вийшов 23 січня 2019 року на лейблі Empire. Проект дебютував на 18-й сходинці американського чарту Billboard 200, а Крейг Зен з'явився на 8 піснях.
Протягом 2016 року Xen випустив кілька пісень, таких як Death to He Who Cross Me, Six Men, One Casket і Blueberry Lemonade за участю Lil Peep і Nedarb. Крейг Зен з'явився на синглі XXXTentacion I Wonder If Bloods Watch Blues Clues. Ще один спільний сингл Crucify Thy Infant, Son of Whore з XXXTentacion і Garette Revenge вийшов у травні 2017 року. Його перший студійний альбом, Voltage, був випущений лейблом Cruel World у жовтні 2017 року. Його другий студійний альбом, Hell Bent, вийшов у травні 2018 року на лейблі Empire з такими синглами, як Killa за участю Yung Bans і Murder за участю Wifisfuneral.
Крейг Зен з'явився разом з Lil Skies на пісні Lil Gnar Death Note. Кліп на пісню був знятий режисером Cole Bennett і опублікований на YouTube-каналі Lyrical Lemonade 4 червня 2019 року. Перший мініальбом Крейга Broken Kids Club вийшла у червні 2019 року на лейблах Cruel World та Empire. Проект підтримали пісні Run it Back! з XXXTentacion та Stain за участю Ski Mask The Slump God і Smokepurpp. Музичне відео на пісню проекту Cry Baby, Cell 17, зняте режисером JMP, було опубліковано 17 липня 2019 року, а інше музичне відео на пісню Run it Back!, також зняте режисером JMP, вийшло 30 липня 2019 року. Крейг Зен з'явився на пісні The Only Time I Feel Alive з посмертного альбому XXXTentacion Bad Vibes Forever, який вийшов у грудні 2019 року.

## Дискографія

### Студійні альбоми
- 2019 — Members Only, Vol. 4 (з Members Only)
- 2020 — Why

### Мініальбоми
- 2019 — Broken Kids Club
- 2020 — God is Watching

### Мікстейпи
- 2015 — Infinite ☥ Militia (з Kay Rillo)
- 2015 — CHAPTER ONE - ENTER REALM (з GG Neeks)
- 2015 — CHAPTER TWO- THE ORACLE (з GG Neeks)
- 2015 — Decay
- 2015 — Brute
- 2015 — Xen
- 2015 — DARKWATER
- 2015 — 5 ★ THREAT
- 2016 — Resilient
- 2016 — Waist Deep
- 2016 — Revelation
- 2016 — Martyr
- 2017 — Members Only, Vol.3 (з Members Only)
- 2017 — Voltage
- 2018 — Hell Bent
- 2019 — PROTECT ME FROM MYSELF